# Flarktjärnarna (Norsjö socken, Västerbotten)
Flarktjärnarna är en sjö i Norsjö kommun i Västerbotten och ingår i Umeälvens huvudavrinningsområde.